# The Kingdom Within
The Kingdom Within is een Amerikaanse dramafilm uit 1922 onder regie van Victor Schertzinger.

## Verhaal
In een houthakkersdorp sluit de kreupele speelgoedmaker Amos Deming vriendschap met Emily Preston. De inwoners van het dorp kijken neer op Emily, omdat haar broer Will in de gevangenis heeft gezeten. De houthakker Krieg heeft een appeltje te schillen met de kompaan van Will. Hij vermoordt hem en wil de schuld in de schoenen van Will schuiven. Hij valt Emily aan, als ze haar broer te hulp wil snellen. Wanneer Amos de verdediging voor haar opneemt, wringt Krieg zijn kreupele arm om. De arm geneest daardoor op wonderbaarlijke wijze.

## Rolverdeling
| Acteur            | Personage     |
| ----------------- | ------------- |
| Russell Simpson   | Caleb Deming  |
| Z. Wall Covington | Danny West    |
| Gaston Glass      | Amos Deming   |
| Pauline Starke    | Emily Preston |
| Hallam Cooley     | Will Preston  |
| Ernest Torrence   | Krieg         |
| J. Gordon Russell | Dodd          |
| Marion Feducha    | Connie        |